# Анальцимізація
Анальцимізація (рос. анальцимизация, англ. analcimization, нім. Analzimisation, Analzimisierung) — процес заміщення польових шпатів або фельдшпатитів анальцимом, як правило, в магматичних породах на пізніх магматичних або постмагматичних стадіях.
Анальцимізація мала великий вплив на геохімію гірських порід. Наприклад, анальцимізація лейциту є поширеним явищем серед калійних італійських вулканічних порід.